# 땅륀강
땅륀강(버마어: သံလွင်မြစ် 땅륀 밋) 또는 누강(중국어: 怒江, 병음: Nujiang 누장[*])은 티베트에서 발원하여 마르타반만으로 흐르는 강이다. 중국 남부에서 미얀마와 태국으로 흘러들어 안다만해로 빠져나간다.
길이는 약 2,815 km이다. 그러나 동부의 산간 협곡을 형성할 뿐 유역에 평야는 없고 산지에서 나는 티크재(材)의 운반에 이용된다.
7,000종이 넘는 식물과 80종의 멸종 위기에 처한 동물과 어류의 고향이며, 윈난 성의 광대한 부분을 흘러가는 강이기도 하다.

## 같이 보기
- 메이강